# Vassya
Vassya is het veertiende stripalbum uit de reeks Schemerwoude. Het veertiende deel verscheen bij uitgeverij Arboris in 2009. Het album is geschreven en getekend door Hermann Huppen. 